# Viktor Sabo
Viktor Sabo (* 13. října 1976, Lučenec) je slovenský evangelický duchovní, od roku 2020 generální duchovní Ústředí ekumenické a pastorační služby Ozbrojených sil a Ozbrojených sborů Slovenské republiky.
Do duchovenské služby byl ordinován roku 2002. Od roku 2006 působí v ozbrojených silách Slovenské republiky. Od 1. května 2020 je generálním duchovním Ústředí ekumenické a pastorační služby Ozbrojených sil a Ozbrojených sborů Slovenské republiky
Je rovněž externím doktorandem na Akademii ozbrojených sil v Liptovském Mikuláši.
Jeho manželka Marcela Sabová je evangelická farářka.